# Edinburgh bymur
Edinburgh bymur er en række bymure, som har eksisteret omkring Edinburgh i Skotland siden 1100-tallet. Allerede ved etableringen af en royal burgh i1125 har der sandsynligvis eksisteret en bymur, men den første skriftlige kilde stammer fra midten af 1400-tallet da King's Wall blev opført. I 1500-tallet blev den mere omfattende Flodden Wall byget efter skotternes nederlag under slaget ved Flodden i 1513. Den blev forlænget med Telfer Wall i i begyndelsen af 1600-tallet. Murene havde flere porte, kendt som port (skotsk for port) hvor den vigtigste var Netherbow Port, der stod omkring halvvejs nede af Royal Mile. Denne port gav adgang til byen fra Canongate, der på dette tidspunkt var en separat burgh.
Murene var ikke særligt effektive til at forsvare byen, da de blev gennembrudt ved mere end én lejlighed. De fungerede i højere grad til at kontrollere handel og told på varer, og til at afskrække smuglere. I midten af 1700-tallet havde murene udtjent både deres forsvarsmæssige og handelsmæssige formål, og man igangsætte nedrivning af sektioner af muren. The Netherbow Port blev revet ned i 1764, og nedrivningen fortsatte ind i 1800-tallet. I dag findes der stadig tre sammenhængende dele af murene, men ingen af portene er bevaret.